# Бия
Би́я (от самод. би — «вода», алт. Бий-суу: бий — «господин», суу — «вода») — крупная река в Республике Алтай и Алтайском крае России, правая составляющая Оби (левая — Катунь).

## География

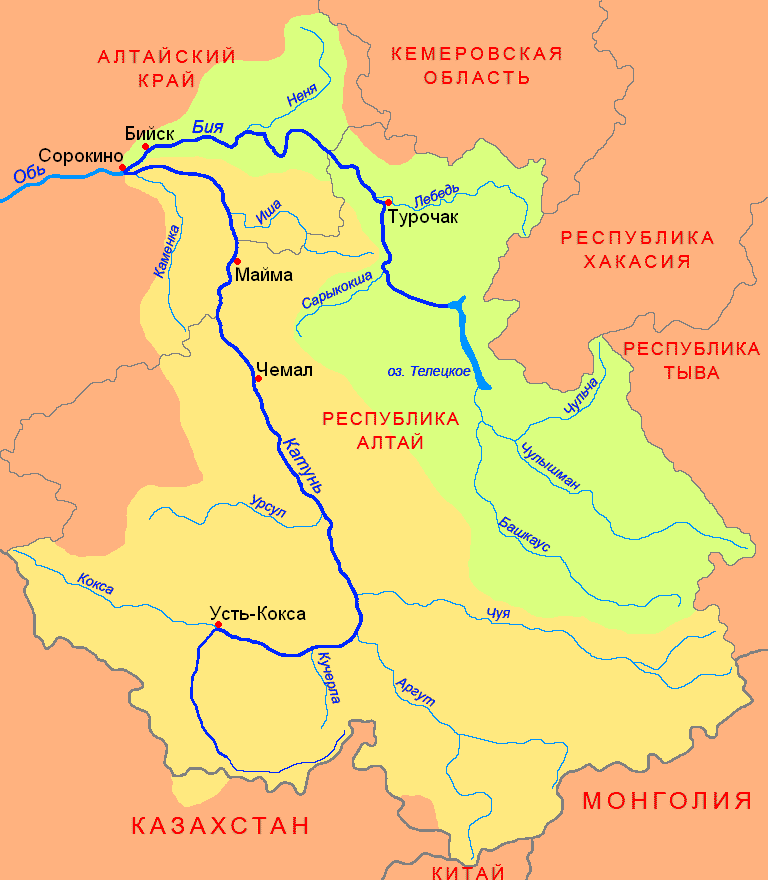
Бассейны Катуни и Бии

Длина — 301 км, площадь бассейна — 37 000 км². Вытекает из Телецкого озера и, сливаясь с Катунью, образует реку Обь. Вода на участке от Телецкого озера до впадения Сарыкокши прозрачная и холодная (10-15 °C), однако в нижнем течении существенно прогревается.
Река используется туристами для сплавов, категория сложности II (для байдарок и катамаранов), на участке от истока до Верх-Бийска имеется несколько порогов с валами до 1 м и выше. Основные пороги: Юрток, Пыжинский, Кебезенский, Сарыкокшинский, порог Кипяток в селе Турочак. Последний порог в с. Удаловка. Быстрое течение реки 1-1.5 м/с, отложения крупной гальки сохраняется почти до Бийска.

## Гидрология

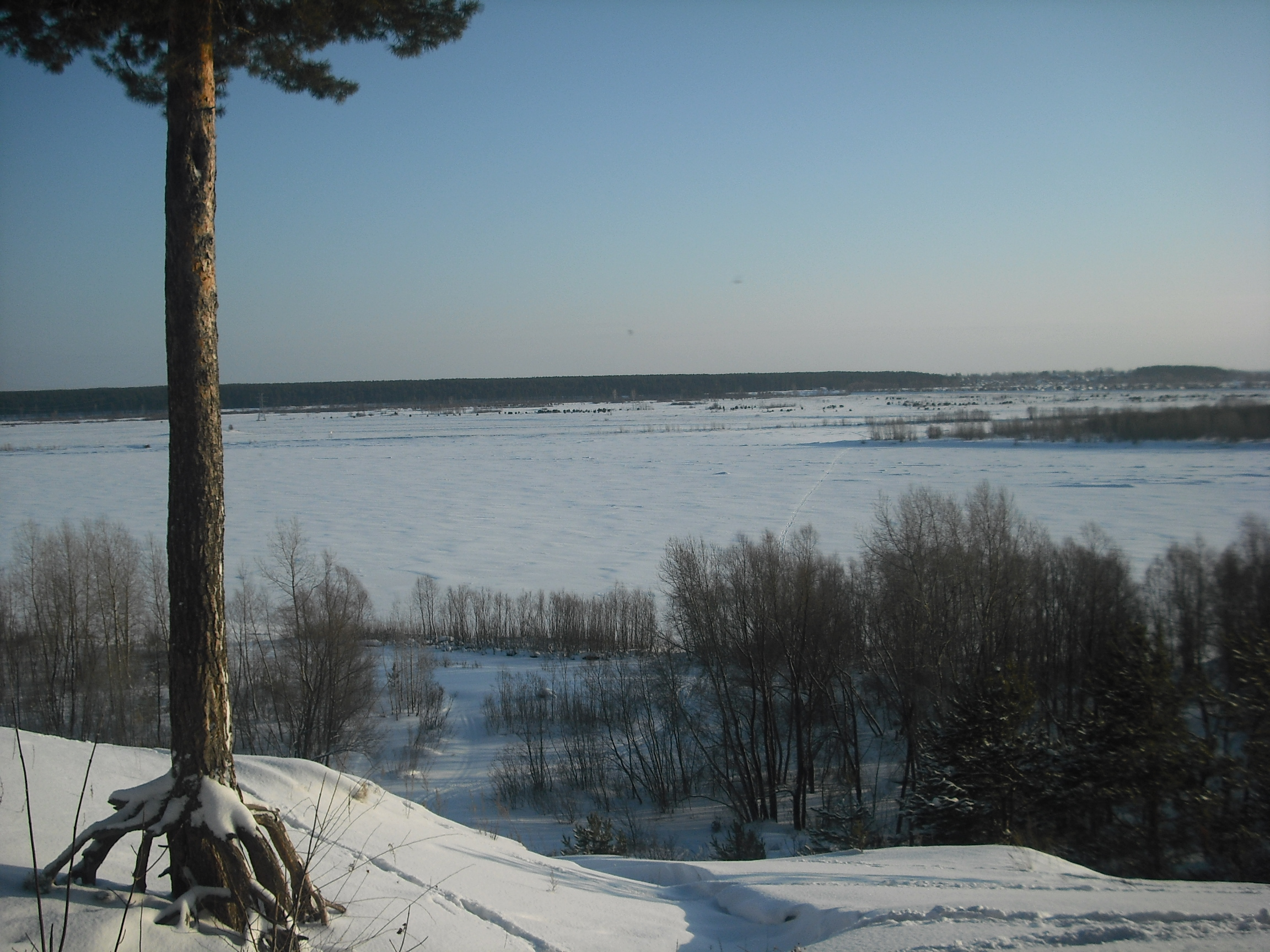
Река Бия ниже Бийска

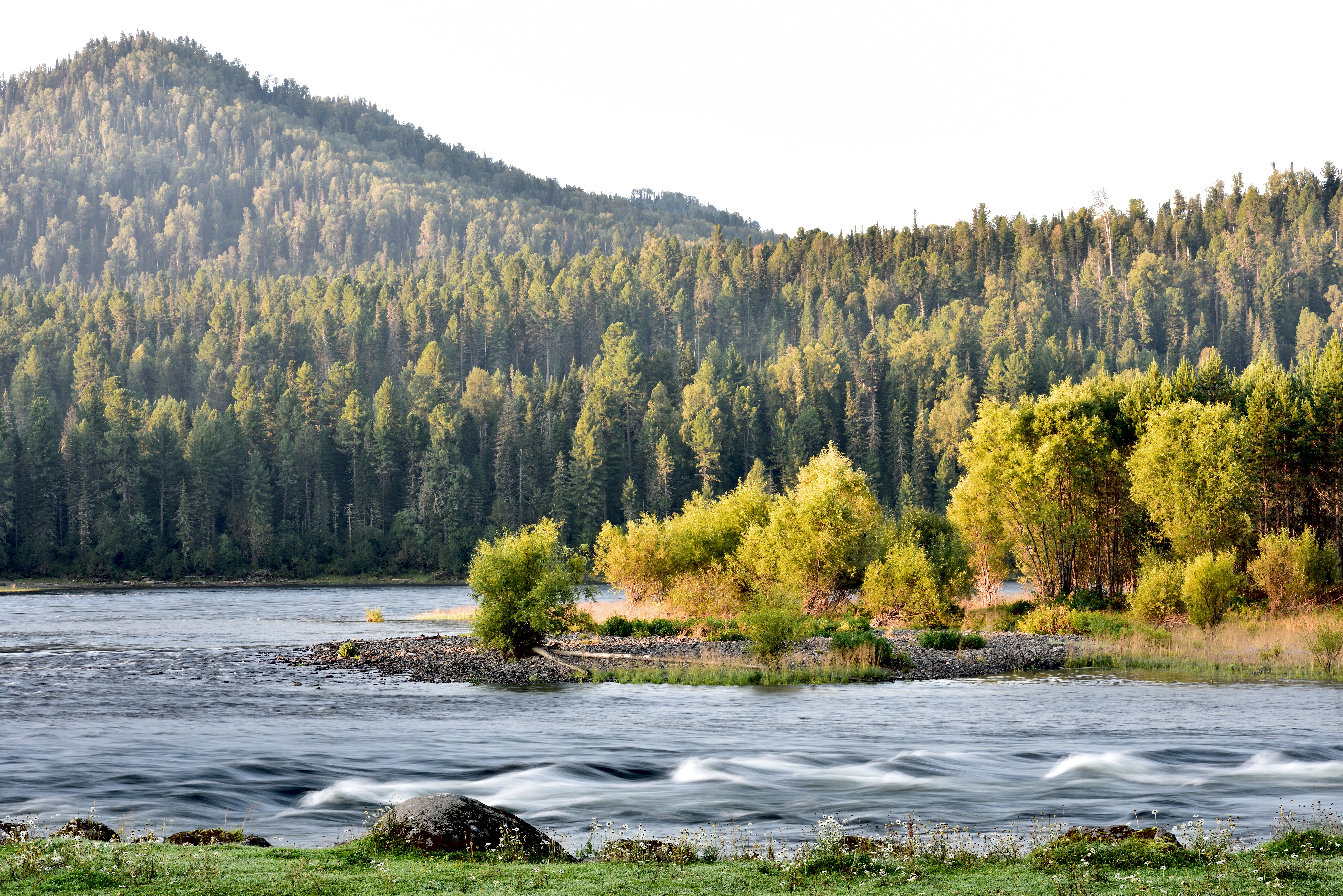
Река Бия у истока из Телецкого озера

Питание главным образом снеговое и дождевое. Значительную часть водосбора Бии обеспечивает река Чулышман, питающая Телецкое озеро. Половодье продолжительное. Средний годовой расход воды 477 м³/с (у г. Бийска). Замерзает в верховьях в конце ноября — начале декабря (на отдельных участках ледостав наблюдается не каждый год), в низовьях в середине ноября; вскрывается в верховьях в начале апреля, в низовьях в середине апреля.
| Средний расход воды (м³/с) реки Бия по месяцам с 1936 по 1989 гг. (замеры производились на гидрологическом посту у города Бийск) |

## Основные притоки
Бия, по сравнению с другими алтайскими реками имеет небольшое количество притоков. Наиболее значимые из них Саракокша, Лебедь и Неня. При этом на участке от устья до 64 км (впадения реки Бехтемир) притоков нет совсем (кроме искусственных водотоков в черте г. Бийск).
(от устья)
- 64 км: Бехтемир (пр) — длина 117 км
- 68 км: Талая (лв)
- 85 км: Соусканиха (лв)
- 92 км: Неня (пр) — длина 185 км
- 120 км: Чапшушка (лв)
- 129 км: Кажа (лв) — длина 63 км
- 133 км: Орга (лв)
- 154 км: Учурга (пр)
- 163 км: Балыкса (лв)
- 166 км: Большой Куют (пр)
- 180 км: Тибезя (лв)
- 190 км: Ушпа (пр)
- 194 км: Ульмень (пр)
- 208 км: Полыш (лв)
- 210 км: Алемчир (пр)
- 215 км: Лебедь (пр) — длина 175 км
- 238 км: Тандошка (пр)
- 243 км: Бава (лв)
- 252 км: без названия (пр)
- 259 км: Тулой (пр) — длина 54 км
- 273 км: Саракокша (лв) — длина 90 км
- 278 км: Кебезенка (пр)
- 286 км: Пыжа (лв) — длина 103 км
- 299 км: Юрток (пр)

## Населённые пункты
На Бие расположены следующие населённые пункты (от истока к устью): Артыбаш, Иогач, Усть-Пыжа, Кебезень, Тулой, Верх-Бийск, Огни Турочак (райцентр), Усть-Лебедь, Удаловка, Дайбово, Дмитриевка, Шунарак, Каначак, Озеро-Куреево, Усть-Куют, Балыкса, Сайдып, Сосновка, Старая Ажинка, им. Фрунзе, Усть-Кажа, Новая Ажинка, Лебяжье, Промышленный, Новиково, Соусканиха, Усятское, Ключи, Стан-Бехтемир, Малоенисейское, Енисейское, Семеновод, Малоугренёво, Боровой, Бийск.
Истоком реки принято считать створ моста, соединяющего два села — Артыбаш и Иогач. В Иогаче находится крупный лесхоз. Процветает туристический бизнес. Сотовая связь — Билайн, МТС (2012 год), Мегафон, Теле2 (2020 год), почта работает нерегулярно. Рядом с Артыбашем расположена база отдыха «Золотое озеро» (самая большая и старая турбаза на озере), в ней есть переговорный пункт для междугородней связи.

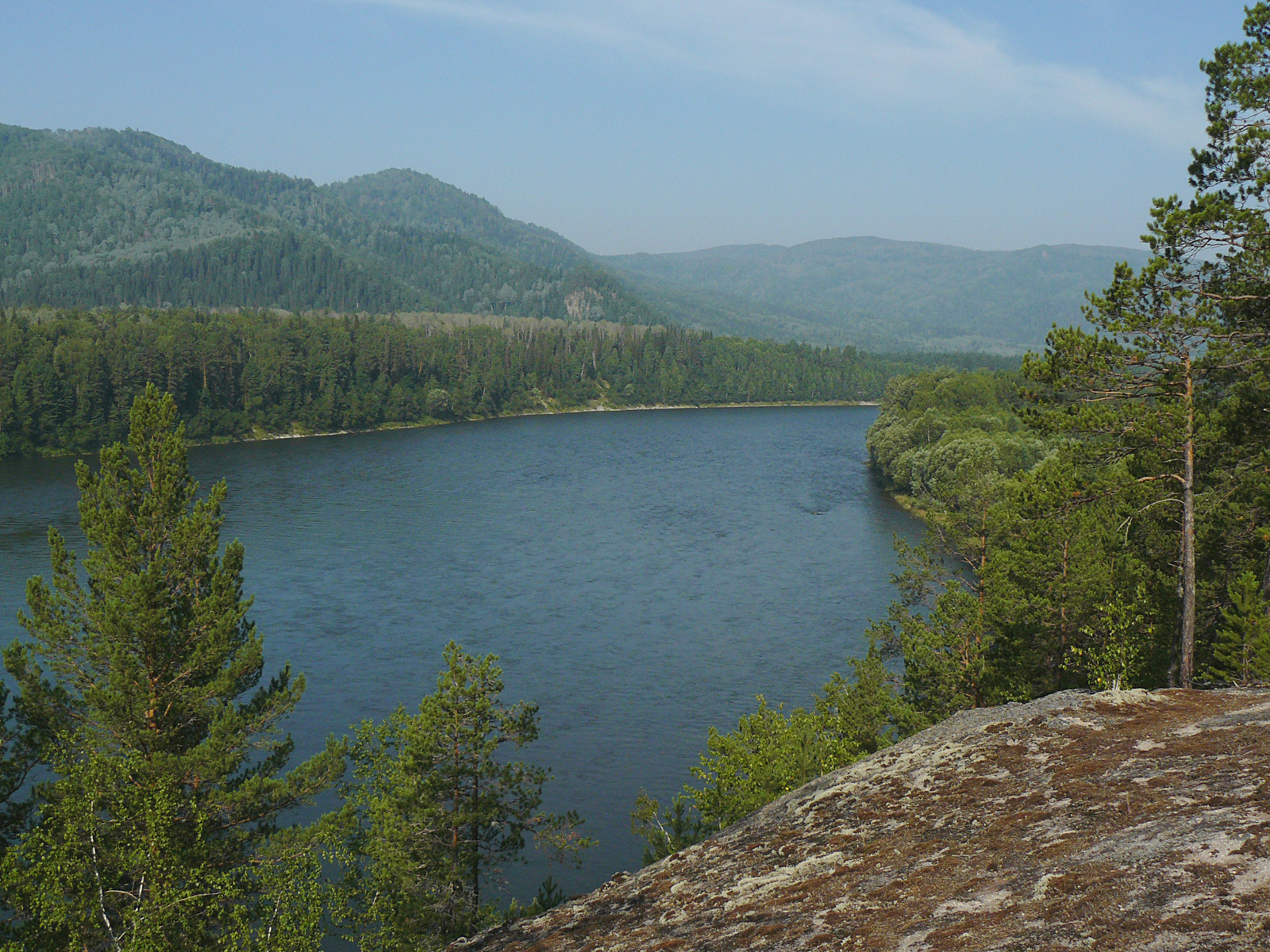
Бия в 9 км выше Турочака

В Верх-Бийске есть несколько магазинов. В этой деревне трасса Горно-Алтайск — Верх-Бийск пересекает реку, проход под мостом опасен для неопытных сплавщиков.
Турочак — районный центр Республики Алтай. Есть почта (прямо над водоворотом «Улово»), междугородный телефон, интернет (Ростелеком, Востоктелеком). Сотовая связь — Билайн, МТС, Мегафон — все 3G (2016 год). Связан автобусным сообщением с Горно-Алтайском, Бийском.

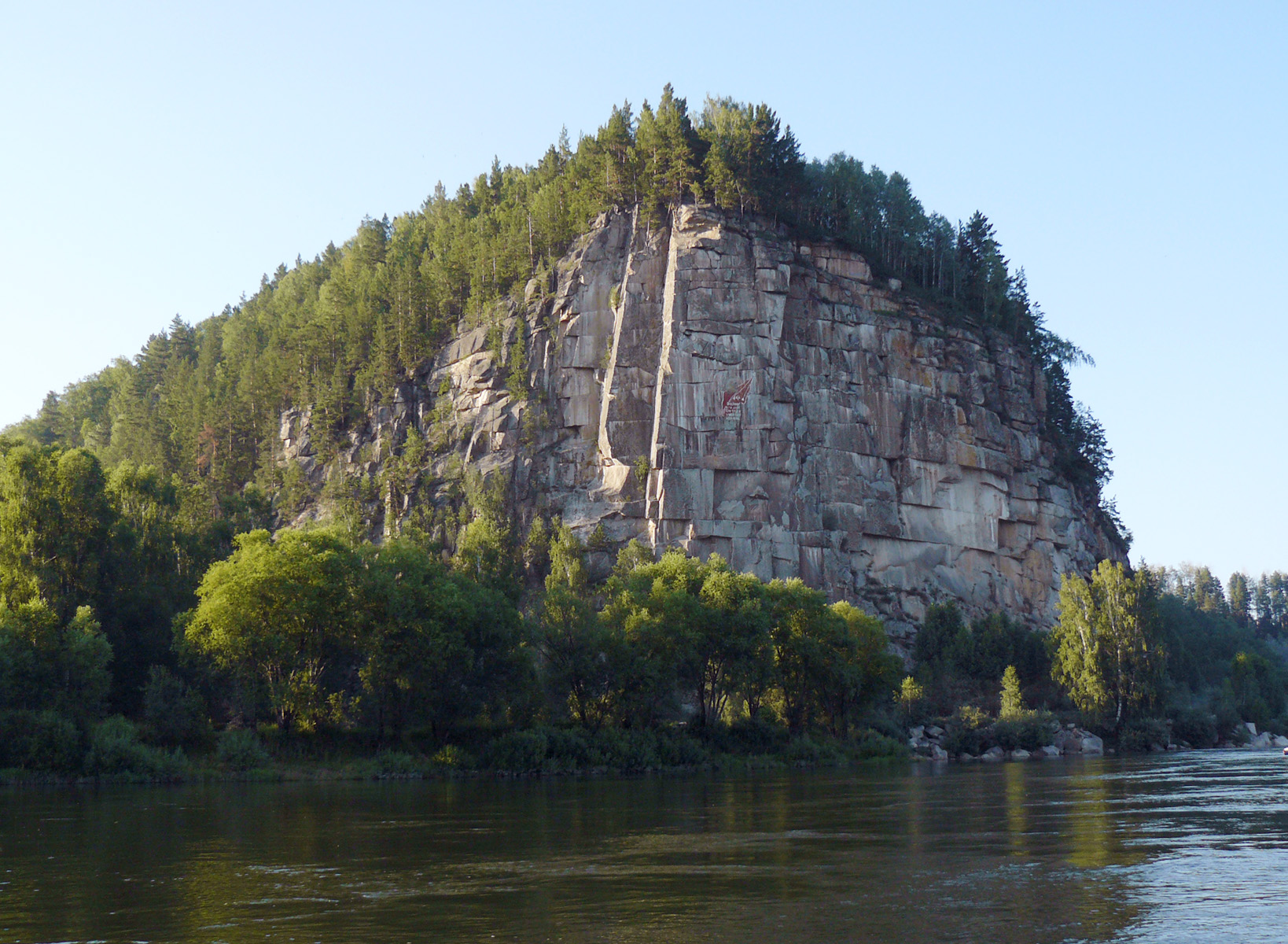
Скала Иконостас

Немного выше по течению села Удаловка на правом берегу Бии расположена скала Иконостас, на которой в 1940-е года учитель из Турочака Иван Сычёв высек барельеф Ленина.
Город Бийск вытянут на 30 километров вверх по течению от места слияния Бии и Катуни.

## Судоходство
По состоянию на 2022 год Бия судоходна от устья до Бийского речного порта (22 км).

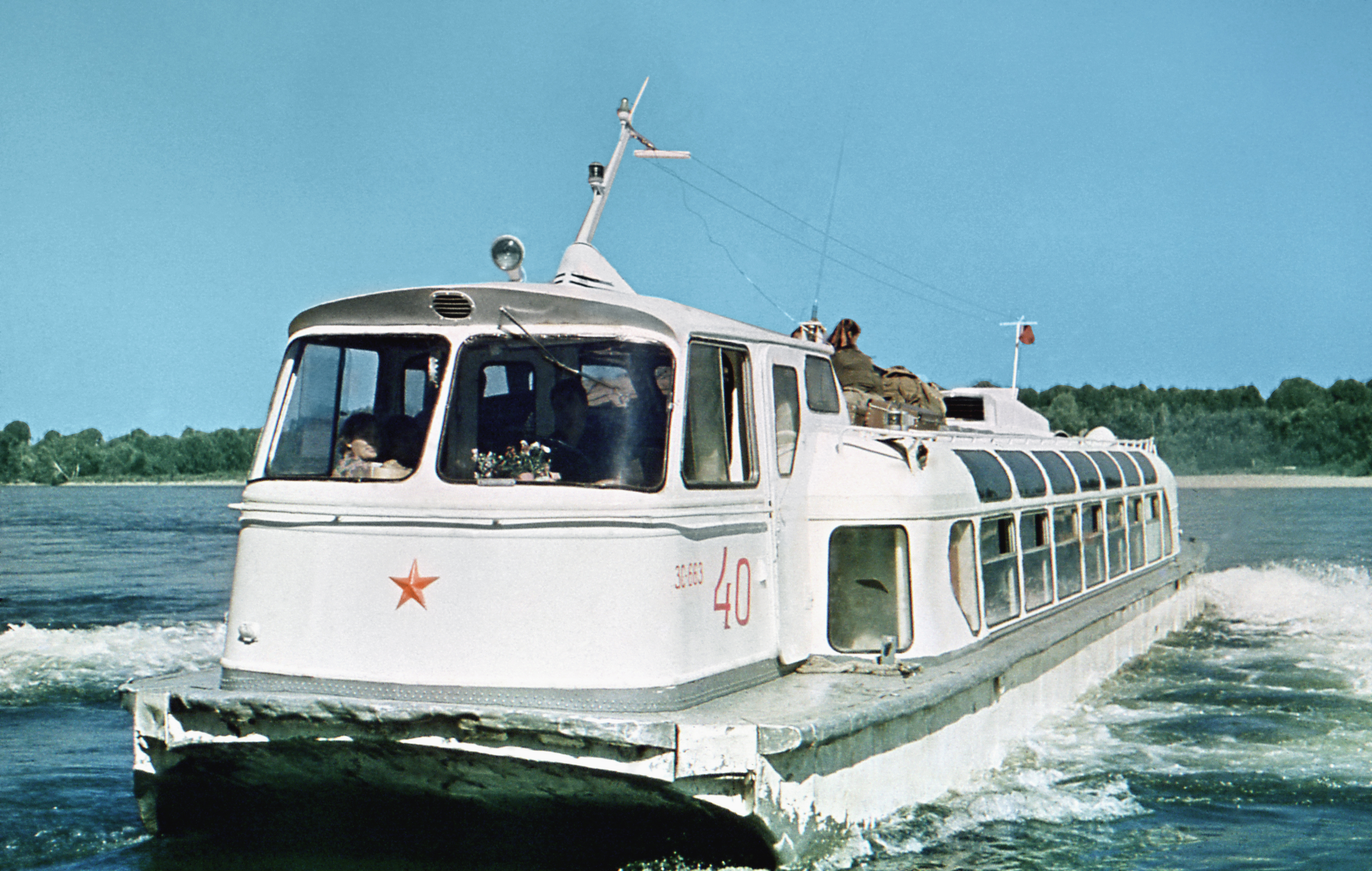
Теплоход «Заря-40» в верховьях Бии. 1970-е годы

В 60-х — 80-х годах на Бие было регулярное судоходство (пассажирское и лесосплавное):
- в период весенне-летнего паводка (от вскрытия до середины июня) — на всем протяжении;
- в летний период (середина июня — середина августа) — до села Турочак;
- в осенний период (с середины августа до ледостава) — до села Озеро-Куреево.

Линия Бийск — Турочак до нач. 1990-х гг. обслуживалась скоростными судами типа «Заря». Продолжительность рейса до села Турочак составляла 5-6 часов. Линия существовала наряду с автобусным сообщением. В 1990-е гг., несмотря на глубокий экономический кризис, шло строительство капитальных дорог. А эксплуатация речных пассажирских судов стала экономически нерентабельной. Лесоплав на Бие был прекращен в 1992 году.
По словам директора Бийского речпорта Виктора Франка, выше коммунального моста в Бийске речные суда последний раз поднимались в половодье 2006 года. Однако после этого интервью в период с 2017 по 2021 годы на Телецкое озеро по Бие было поднято своим ходом как минимум 6 судов различного класса.

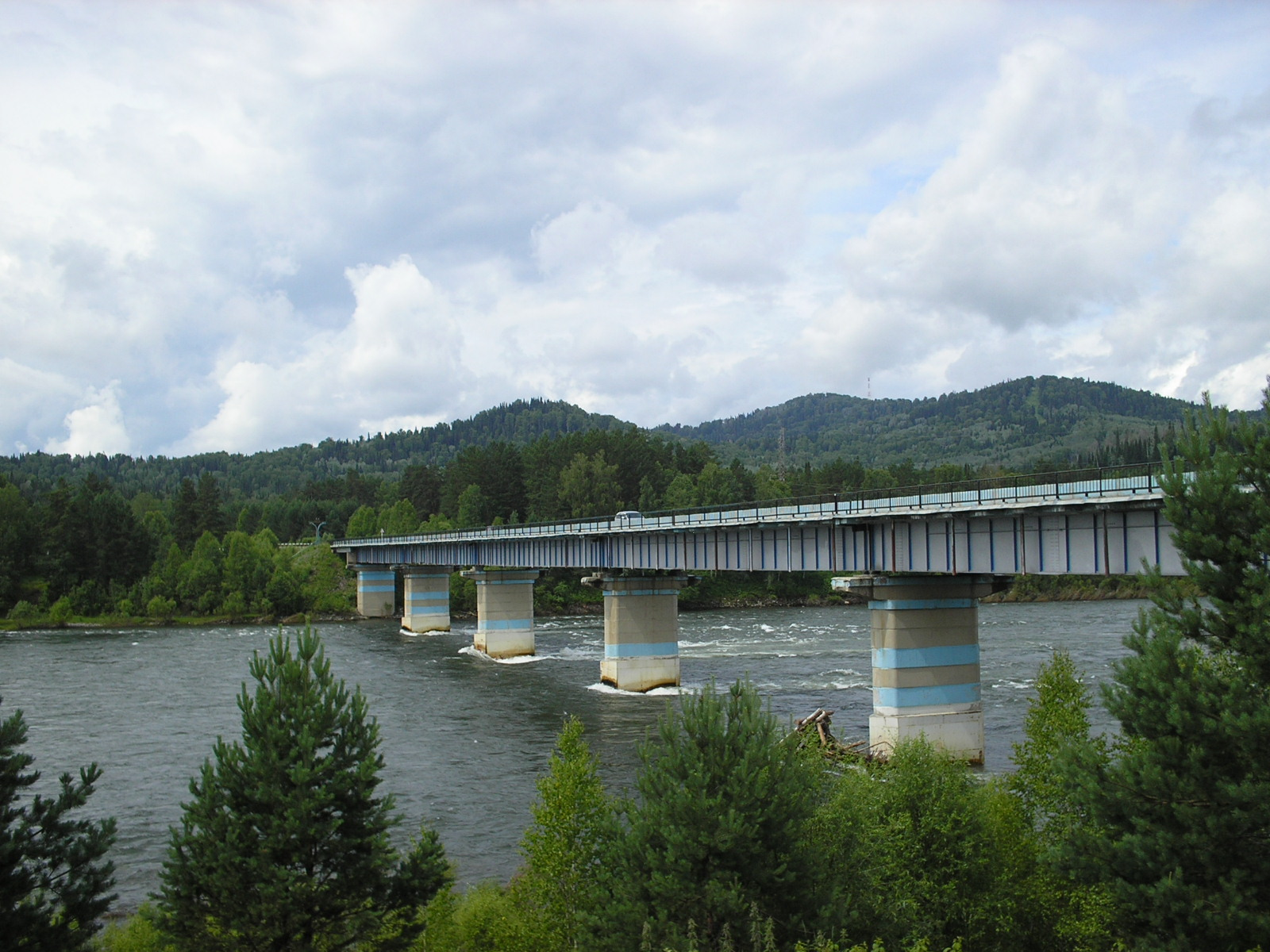
Мост через Бию на трассе Горно-Алтайск — Турочак

## Мосты (от устья к истоку)

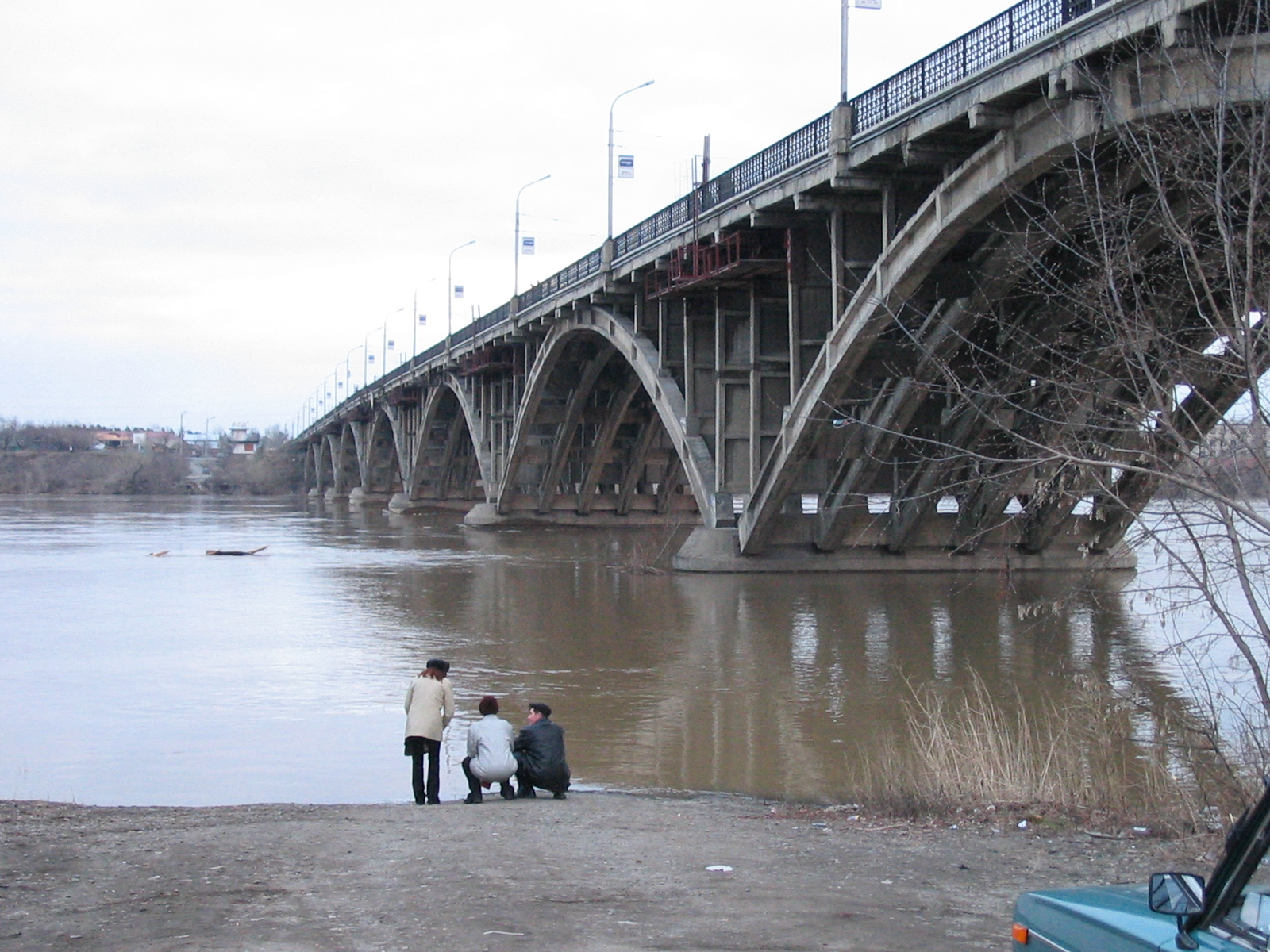
Коммунальный мост в Бийске — первый капитальный мост через Бию

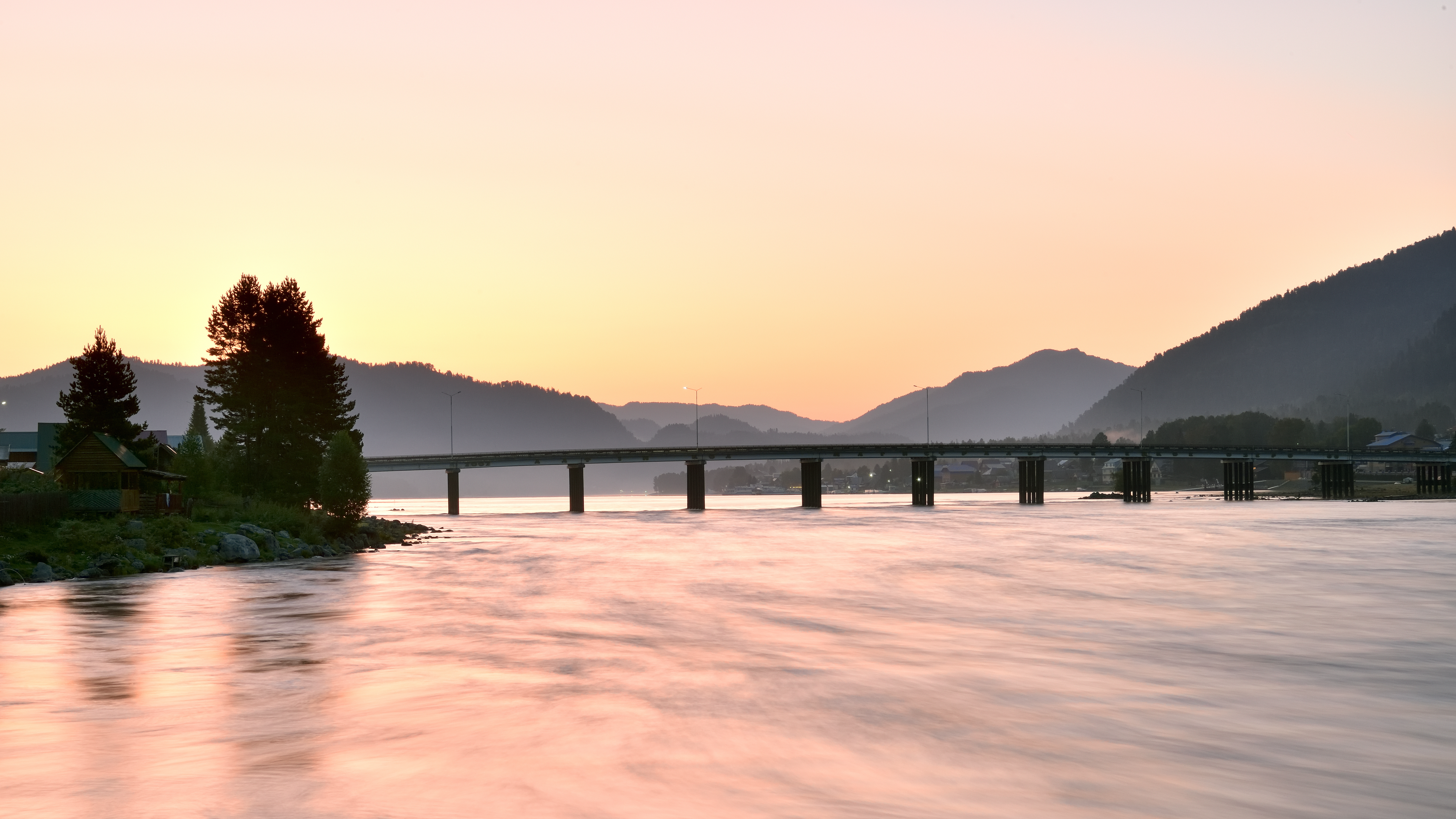
Мост между сёлами Артыбаш и Иогач в месте истока реки из Телецкого озера

- Наплавной мост в Бийске (с 1926 по 1963 годы и с 1992 года по настоящее время);
- Коммунальный мост в Бийске;
- Обводной мост на трассе М-52 в Бийске;
- Мост на трассе Горно-Алтайск — Турочак;
- Мост между сёлами Артыбаш и Иогач в месте истока реки из Телецкого озера.

## В массовой культуре
Река Бия наряду с Катунью является важнейшими из гидронимов, связанных с территорией Республики Алтай и Алтайского края. В средние века, а также позднее в XIX и XX веке, в период освоения богатств Алтая и проникновения туда русского населения, появляются связанные с Бией художественные произведения писателей, поэтов и представителей других видов искусства.
В литературе
- Легенда о Катуни и Бие
- Л. П. Блюммер, роман «На Алтае» (1885)
- В. Я. Шишков, рассказ «На Бии» (1914)
- П. А. Казанский (под псевдонимом К. Перфильев), стихотворения «Рождение Оби» (1914) и «Ночь на реке» (1916)
- Н. К. Рерих, путевой дневник «Алтай — Гималаи» (1926)
- С. П. Залыгин, роман «Тропы Алтая» (1959—1961)
- Николай Рубцов, стихотворение «Весна на берегу Бии» (1966)
- В. М. Башунов, стихотворение «Бия» (1975)
- Ю. И. Жильцов, сборник «Мое Беловодье» (2005)